# Lycée Assomption de Rennes
 (mai 2024).
Si vous disposez d'ouvrages ou d'articles de référence ou si vous connaissez des sites web de qualité traitant du thème abordé ici, merci de compléter l'article en donnant les références utiles à sa vérifiabilité et en les liant à la section « Notes et références ».
Le lycée Assomption de Rennes est un établissement catholique sous contrat d'association avec l'État sous tutelle des Frères de Ploërmel.  
L'établissement est présent sur deux sites : un collège avec une unité localisée pour l'inclusion scolaire (dispositif ULIS), un lycée général et technologique et des classes préparatoires scientifiques à Rennes dans le quartier de Maurepas et le lycée Jean-Marie de La Mennais à Retiers.  
Le collège-lycée comprend près de 2000 élèves : 900 collégiens, 650 lycéens et 180 étudiants à la rentrée 2024. Il fait partie de l'ensemble scolaire Saint-François d'Assise avec l'école et le lycée Jeanne d'Arc de Rennes. 

## Histoire

### L'école Sainte-Anne (1935-1955)
L'histoire du collège-lycée Assomption commence le 25 juillet 1935 lorsque les premières religieuses de l'Assomption s'installent à Rennes pour fonder une école de filles à la demande de René-Pierre Mignen, archevêque de Rennes. En 1936, elles acquièrent un terrain dans le quartier de Maurepas au Nord-Est de la ville. La rentrée se fera dans les nouveaux locaux en novembre 1937. Ce premier bâtiment construit en pierres rouges de Pont-Réan et ouvert sur de larges baies constitue aujourd'hui le noyau central de l'établissement qu'on appelle « La Mennais A ». Tout autour, on trouve la campagne avec des champs et une ferme, le Grand Cordel. Le 25 janvier 1938, l'archevêque bénit la nouvelle école Sainte-Anne qui compte une centaine d'élèves et qui est surnommée familièrement le « couvent des oiseaux ». Pendant la Seconde Guerre mondiale, l'école est occupée par les Allemands. Elle devient même un temps, succursale de la Banque de France, après installation de portes métalliques dans les couloirs du rez-de-chaussée.

### L'arrivée des Frères de Ploërmel et la mise en place de l'enseignement secondaire (1955-1959)
En 1955, la congrégation des sœurs de l'Assomption décide de quitter Rennes et de fermer l'école Sainte-Anne. L'abbé Brunet, curé de la paroisse Jeanne d'Arc qui souhaite avoir une école de garçons dans sa paroisse, va saisir l'opportunité de la vente de Sainte-Anne. Il demande à l'archevêque de Rennes, le cardinal Clément Roques, l'autorisation d'acheter l'école et de faire venir la congrégation des frères de Ploërmel pour y enseigner. La transaction est rapidement menée et au cours de l'été 1955, l'abbé Brunet et les frères de Ploërmel deviennent copropriétaires de l'école Sainte-Anne. C'est donc en 1955 que les Frères dont l'Abbé Brunet s'installent et baptisent leur école "Notre Dame de l'Assomption" en référence à la congrégation des sœurs de l'Assomption qui avaient fondé l'école Sainte-Anne en 1935. Depuis cette date, ils n'ont cessé de développer l'école qui est devenue un des principaux établissements catholiques rennais d'enseignement général. À la rentrée 1955, l'Assomption est une simple école primaire dirigée par le frère Adolphe (Marcel Milon). Elle comprend 205 élèves répartis de la douzième à la septième. Cependant, le projet des Frères est beaucoup plus ambitieux car il comporte la création simultanée d'un premier cycle et d'un second cycle. Dès la rentrée 1956, l'enseignement secondaire se met en place. Le frère Adolphe garde le primaire et le frère Alphonse Quérard prend la direction du secondaire et de l'ensemble de l'établissement. Trois ans après, en 1959 les deux cycles sont complets de la sixième à la terminale, l'établissement compte 739 élèves et les premiers bacheliers sortent en juin 1959.

### Les premiers agrandissements (1959-1982)
Entre 1958 et 1982, l'Assomption connaît une première vague d'agrandissements qui lui donne l'essentiel de sa physionomie actuelle. En effet face à la montée des effectifs, le bâtiment initial « La Mennais A » qui porte le nom du fondateur de la congrégation, ne suffit plus. De 1958 à 1960, « La Mennais B » qui comprend cinq niveaux, est construit dans son prolongement. En 1964-1965, les cuisines, les réfectoires, les laboratoires s'ajoutent au bâtiment initial du côté du parc intérieur. En 1969, un nouveau bâtiment est construit « Brunet A » pour abriter l'école primaire. En 1972, la salle de sports fait son apparition. En 1974, « Brunet B »  prolonge « Brunet A ». Cette construction est rendue nécessaire par la complémentarité avec Jeanne d'Arc. En effet le primaire de l'Assomption rejoint celui de Jeanne d'Arc et le collège de Jeanne d'Arc intègre celui de l'Assomption. En 1979, le vieux préau qui se situe entre « La Mennais B » et la salle de sports, est entièrement rénové. Il comprend deux niveaux et prend le nom de « foyer des élèves ». Enfin en 1980, de nouveaux laboratoires sont construits au dessus de ceux de 1964-1965. Tous ces travaux sont réalisés sous la conduite de trois directeurs, le frère Alphonse Quérard (1956-1962), le frère Raymond Coutard (1962-1967), le frère Hilaire Nourisson (1967-1976) et à nouveau le frère Coutard (1976-1982).

### Deux grands chantiers: l'auditorium et les classes préparatoires (1982-1999)
Les années 1982-1999 sont marquées par une deuxième vague d'agrandissements. Deux chantiers importants sont lancés par le frère Arsène Pelmoine directeur de 1982 à 1988 et menés à leur terme par le frère André Berthelot directeur de 1988 à 1999. Il s'agit tout d'abord de la construction en 1989 d'un complexe comprenant un auditorium de 440 places, une grande salle de permanence de 160 places pour le lycée et des salles pour les apprentissages de la musique et du Japonais. La création d'un auditorium s'explique par l'activité musicale intense développée à l'Assomption par Louis Dumontier professeur de musique et acteur important de la vie musicale rennaise. Il va entreprendre avec le frère Arsène Pelmoine des démarches qui vont conduire à l'ouverture d'un bac musique A3 en 1985. Le deuxième chantier important est la construction en 1990 d'un nouveau bâtiment en bordure du boulevard Painlevé destiné à accueillir des classes préparatoires scientifiques qui prépareront les concours d'entrée aux écoles d'ingénieurs : PCSI, PC et PSI.
Enfin en 1992, le frère André Berthelot est sollicité pour être le tuteur d'un nouveau lycée à Retiers. C'est désormais l'Assomption qui prend en charge la gestion du lycée Jean-Marie-de-La-Mennais qui s'installe dans l'ancien collège rural de Retiers. La rentrée 1999 marque un tournant dans l'histoire de l'établissement : un laïc, Jean-Yves Sauton, est nommé directeur. Ce changement marque la fin d'une époque, celle des frères directeurs mais il ne s'agit pas d'une rupture car la congrégation continue d'exercer sa tutelle sur l'Assomption qui fait partie du réseau mennaisien.

### De l'Assomption à l'ensemble Saint-François d'Assise (1999-2024)
Les années 2000-2010 sont pour l'Assomption des années de crise et de renouveau. Côté effectif, de 1991 à 1997, l'établissement s'est maintenu entre 1 900 et 2 000 élèves. Puis en trois ans, de 1997 à 2000 les effectifs passent de 1 922 à 1 636 élèves. Cette baisse qui affecte fortement le collège s'explique essentiellement par la création d'un collège privé à Saint-Grégoire qui vient concurrencer celui de l'Assomption. Cette crise sera progressivement surmontée car après 2005 les effectifs vont repartir à la hausse. Côté aménagement, ce renouveau va permettre à Jean-Yves Sauton directeur de 1999 à 2010 et à Philippe Mercier son successeur après 2010 de renouer avec la politique d'agrandissements et d'aménagements de leurs prédécesseurs. Par exemple en 2007, les deux bâtiments du collège sont rénovés et en 2013, un nouveau CDI et une salle pour les devoirs surveillés sont construits à côté de l'auditorium.
L'Assomption s'engage après 2010 dans un processus de rapprochement avec le lycée et l'école Jeanne d'Arc. Les trois établissements qui ont une proximité géographique, une histoire commune et des filières d'enseignement complémentaires inscrivent leur rapprochement dans la politique de mise en place de lycées polyvalents dans le réseau de l'enseignement catholique d'Ille-et-Vilaine. Aujourd'hui le collège-lycée Assomption, le lycée technologique et l'école Jeanne d'Arc forment l'« ensemble scolaire Saint-François d'Assise ».

## Classement de l'établissement
Selon le Figaro, en 2025, le collège se situe au 190e rang sur le plan national sur plus de 6 000 collèges.
Si on ne prend en compte que les notes des écrits à l'épreuve du DNB, le collège Assomption se place 1er en Bretagne en 2022 et 2023 avec une moyenne de 14,3/20. Il se classe 3ème en Bretagne en 2024 (199e sur 6 816 collèges en France en 2024) avec une moyenne de 14,1/20.
Selon le Figaro, en 2025, le lycée se situe au 347e rang sur le plan national sur plus de 2 000 lycées.
Quant à l'indice de position sociale (IPS), le lycée se situe en 182e position sur 3 607 établissements au niveau national en 2022.

## Récompenses
L'établissement se distingue dans différents concours au niveau national. On peut citer notamment :
- le Concours national de la résistance et de la déportation : lauréats en 2016[8] (Marie Levrel, prix de première catégorie), en 2019[9] (Pauline Detchessebar, prix de première catégorie) et en 2017[10] (Pierre Peaucelle, mention de première catégorie) dans les catégories individuelles (lycée) ;
- la Maud Fontenoy Foundation : 1er et 2e prix en 2021 dans la catégorie défi lycée[11] ;
- le concours national « Yes We Code » (programmation) de la fondation CGenial : le lycée est lauréat dans la catégorie « Jeux » en 2022[12] et de l'académie de Rennes en 2021[13].

L'établissement est labellisé E3D (Education au développement durable) niveau 2 pour la période 2022-2025.

## Anciens élèves ou professeur
Plusieurs anciens élèves ou professeurs sont notoires, dont (par ordre alphabétique) :
- Élizabeth Bourgine (1957), actrice ;
- Maryse Burgot (1964), journaliste ;
- Tanguy de La Forest (1978), champion paralympique à la carabine à 10 m air comprimé couché SH2 à Paris 2024,
- Louis Dumontier (1937-2006), professeur de musique, compositeur ;
- Jenia Grebennikov (1990), volleyeur, capitaine de l'équipe de France championne olympique à Tokyo 2020 et Paris 2024, qui a donné son nom à la salle de sports de l'établissement[15] :
- Jean-Paul James (1952), évêque de Bordeaux,
- Jean Jouzel (1947), paléoclimatologue, auteur principal du GIEC, qui a donné son nom à une salle ;
- Isabelle Le Callennec (1966), femme politique, ex-maire de Vitré (2020-2024), députée européenne,
- Loup Pinard[16], acteur dans « La guerre des Lulus » (2022) et « La plus belle pour aller danser » (2023) ;
- Christian Renaut, professeur d'anglais du lycée, spécialiste de Disney, auteur de plusieurs ouvrages dont De Blanche Neige à Hercule, 28 longs métrages d'animation des studios Disney (éditions Dreamland, 1997), Les séquences cultes des classiques Disney (édition L'Harmattan, 2022)[17].

## Pour approfondir